# Малинка, Виктор Александрович
Виктор Александрович Малинка (17 августа 1935, Таганрог) — российско-украинский художник, иллюстратор детской книги.

## Биография
Родился 17 августа 1935 года в Таганроге.
C 1948 года учился в художественной студии Дома пионеров Таганрога у Валентины Яковлевны Григорьевой. В 1957 году окончил Ростовское художественное училище им. М. Б. Грекова. С 1961 по 1967 год учился на графическом факультете Киевского государственного художественного института.
С 1966 года работает художественным редактором издательства «Молодь» (Киев). Активно сотрудничает с книжными издательствами Украины.

## Работы находятся в собраниях
- Национальный художественный музей Украины, Киев.
- Государственный музей книги и книгопечатания Украины, Киев.
- Центральный государственный архив-музей литературы и искусства Украины, Киев.
- Ростовский областной музей изобразительных искусств, Ростов-на-Дону.
- Таганрогский художественный музей, Таганрог.
- Севастопольский художественный музей, Севастополь.
- Норильская картинная галерея, Норильск.